# Neferneferure
Neferneferure, což lze přeložit jako „Nejkrásnější z krásek boha Re“, byla staroegyptská princezna z 18. dynastie; žila na vrcholu amarnského období a byla pátou dcerou královského páru faraona Achnatona jeho Velké královské manželky Nefertiti. Byla mladší z dvojčat, které Nefertiti porodila, starším dvojčetem byla princezna Neferneferuaton Tašerit.

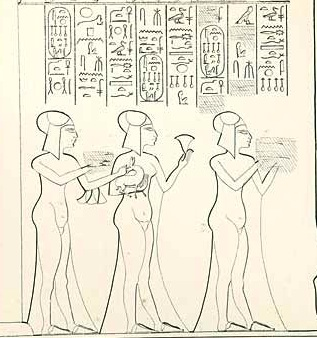
Deska z 12. roku panování faraona Achnatona. Zleva doprava: Setepenre, Neferneferure, Neferneferuaten Tašerit

## Rodina
Neferneferure se narodila v Amarně před 8. rokem otcovy vlády nebo během něj. Měla čtyři starší sestry (Meritaton, Meketaton, Anchesenpamon a Neferneferuaton Tašerit) a jednu mladší, Setepenre. Jejím nevlastním bratrem byl Tutanchamon. Z otcovy strany byli její prarodiče Amenhotep III. a Teje, z matčiny strany Aj II. a Iuy.

## Život
Jedno z nejstarších zobrazení princezny Neferneferure se nalezlo v královském domě v Amarně. Na fresce je princezna vyobrazena, jak sedí na polštáři se svou starší sestrou Neferneferuaton Tašerit. Freska je datována do 9. roku Achantonova panování a zobrazuje celou královskou rodinu, včetně malé Setepenre.
Další dochovaná deska zobrazuje všech šest princezen na slavnostech během 12. roku Achnatonovy vlády. Podle egyptologů se jedná o obřad přijímání zahraničních poct, který proběhl osmého dne druhého měsíce zimy. Tato událost byla vyobrazena v několika amarnských hrobkách, například hrobce úředníka Huye a velekněze Meryra II. Zatímco Achnaton s Nefertiti sedí a jsou jim vzdávány holdy, jejich dcery stojí za nimi vyrovnané od nejstarší k nejmladší. Neferneferure zde drží gazelu.

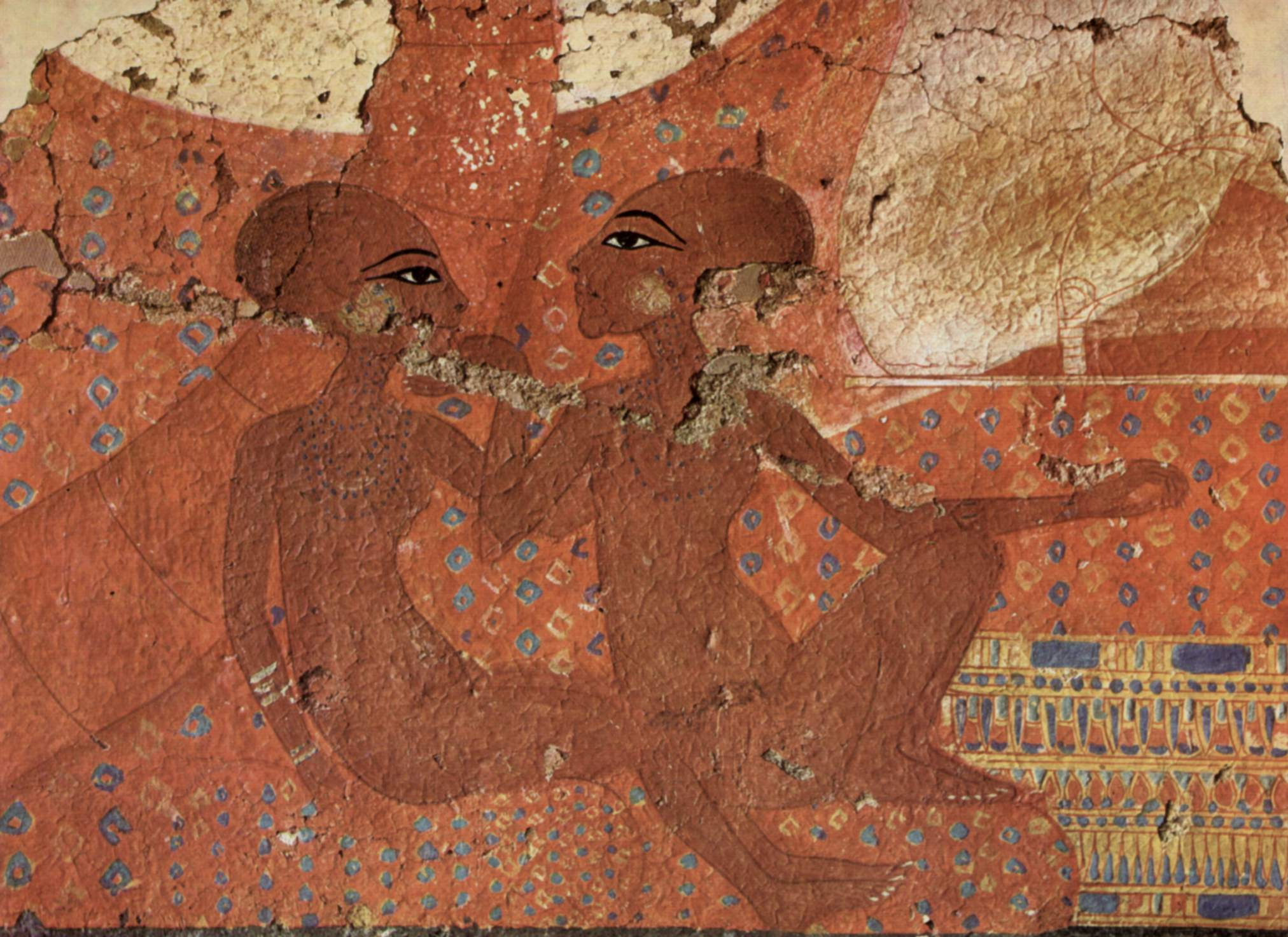
Neferneferure (vlevo) a její starší dvojče Neferneferuaton Tašerit

## Smrt
Neferneferure zemřela nejspíš ve 13., nebo 14. roce Achnatonovy vlády, pravděpodobně se stala obětí epidemie moru, která v té době v Egyptě propukla. V hlavní pohřební místnosti královské hrobky v Amarně jsou uvedena jména všech jejích sester, ale ona a nejmladší Setepenre zde nejsou vyobrazeny. Na základě toho egyptologové předpokládají, že Setepenre zemřela jen krátce Neferneferure. Původně se předpokládalo, že jako první z šesti princezen zemřela Meketaton, ale jelikož na jiném obraze v hrobce jsou zobrazeni Achanton a Nefertiti a trojice princezen (Meritaton, Anchesenpaamon, Neferneferuaton Tašerit), jak truchlí nad Meketatoninou smrtí, je zřejmé, že Setepenre a Neferneferure byly v té době již mrtvé. Neferneferure podle všeho zemřela krátce před dokončením výzdoby hrobky, protože na některých výjevech původně byla, ale její podobizny jsou překryty omítkou.
Existuje i teorie o tom, že byla pohřbena v hrobce 29 v Amarně. Tento názor je postaven na rukojeti amfory s nápisem zmiňujícím pohřební komoru princezny Neferneferure. Pokud byla Neferneferure pohřbena v hrobce 29, mohlo by to znamenat, že královská rodinná hrobka byla již zapečetěna v době jejího pohřbu, a tedy, že přežila svého otce Achnatona.

## Předměty
V hrobce jejího nevlastního bratra Tutanchamona bylo nalezeno víko malé krabičky s jejím portrétem. Neferneferure je na něm vyobrazena s prstem přitisknutým na ústa, jako by žádala ticho.